# Ángel Alarcón
Ángel Alarcón Galiot (* 15. Mai 2004 in Castelldefels) ist ein spanischer Fußballspieler, der aktuell beim FC Barcelona Atlètic in der Primera Federación spielt.

## Karriere

### Verein
Alarcón begann seine fußballerische Entwicklung bei der UD Vista Alegre, für die er bis 2012 spielte. Anschließend wechselte er nach Barcelona zu Espanyol Barcelona. Nach sechs Jahren dort entschloss er sich im Sommer 2018 beim Stadtrivalen FC Barcelona zu unterschreiben. Dort spielte er in der Saison 2020/21 bereits viermal für FC Barcelona Atlètic, das zweite Team der Katalanen. In der Saison 2022/23 schoss er alleine in der Gruppenphase der Youth League drei Tore und gab drei Vorlagen. Daraufhin wurde er Mitte Januar 2023 mit einem Einsatz im Achtelfinale der Copa del Rey gegen die AD Ceuta belohnt. Am 27. Januar 2023 verlängerte er seinen Vertrag anschließend bis Ende Juni 2025. Bei einem 2:0-Sieg gegen den FC Cádiz wurde Alarcón in der Schlussphase am 19. Februar 2023 (22. Spieltag) eingewechselt und gab somit sein Debüt in LaLiga.

### Nationalmannschaft
Alarcón spielte von 2018 bis 2020 für die spanische U15- und spanische U16-Nationalmannschaft, für die er insgesamt neunmal in 16 Länderspielen traf. Seit November 2022 ist er nun für die U20-Auswahl aktiv.

## Erfolge
- Spanischer Meister: 2023